# Parc Natural de la Sierra del Castril
La Sierra de Castril és un parc natural inclòs completament al municipi de Castril (al nord de la província de Granada. El seu territori ocupa de nord a sud el riu del mateix nom, el riu Castril. La seva principal característica és l'espectacular relleu que l'envolta, fruit de la naturalesa calcària del terra que permet l'erosió, les precipitacions als cims i l'acció de les aigües que han anat modelant el paisatge. La serra de Castril és part de la serralada Subbètica: limita amb el Parc Natural de les Serres de Cazorla, Segura i Las Villas a l'oest i nord, i amb la serra de la Sagra a l'est.